# Wickerode
Wickerode este o comună din landul Saxonia-Anhalt, Germania.